# Nazir
Nazir (in ebraico נזיר ‎?) è un trattato della Mishnah e della Tosefta, appare inoltre in entrambi i Talmud, quello babilonese e quello gerosolimitano. Contiene principalmente le discussioni rabbiniche delle leggi del Nazireato, come descritte nel Libro dei Numeri 6:1-21. Nella Tosefta il suo titolo esatto è Nezirut ("Nazireato"). Nella maggioranza delle edizioni della Mishnah questo trattato è il quarto dell'Ordine Nashim ed è suddiviso in 9 capitoli che contengono un totale di 48 paragrafi.

## Sinossi

### Tipi differenti di voto

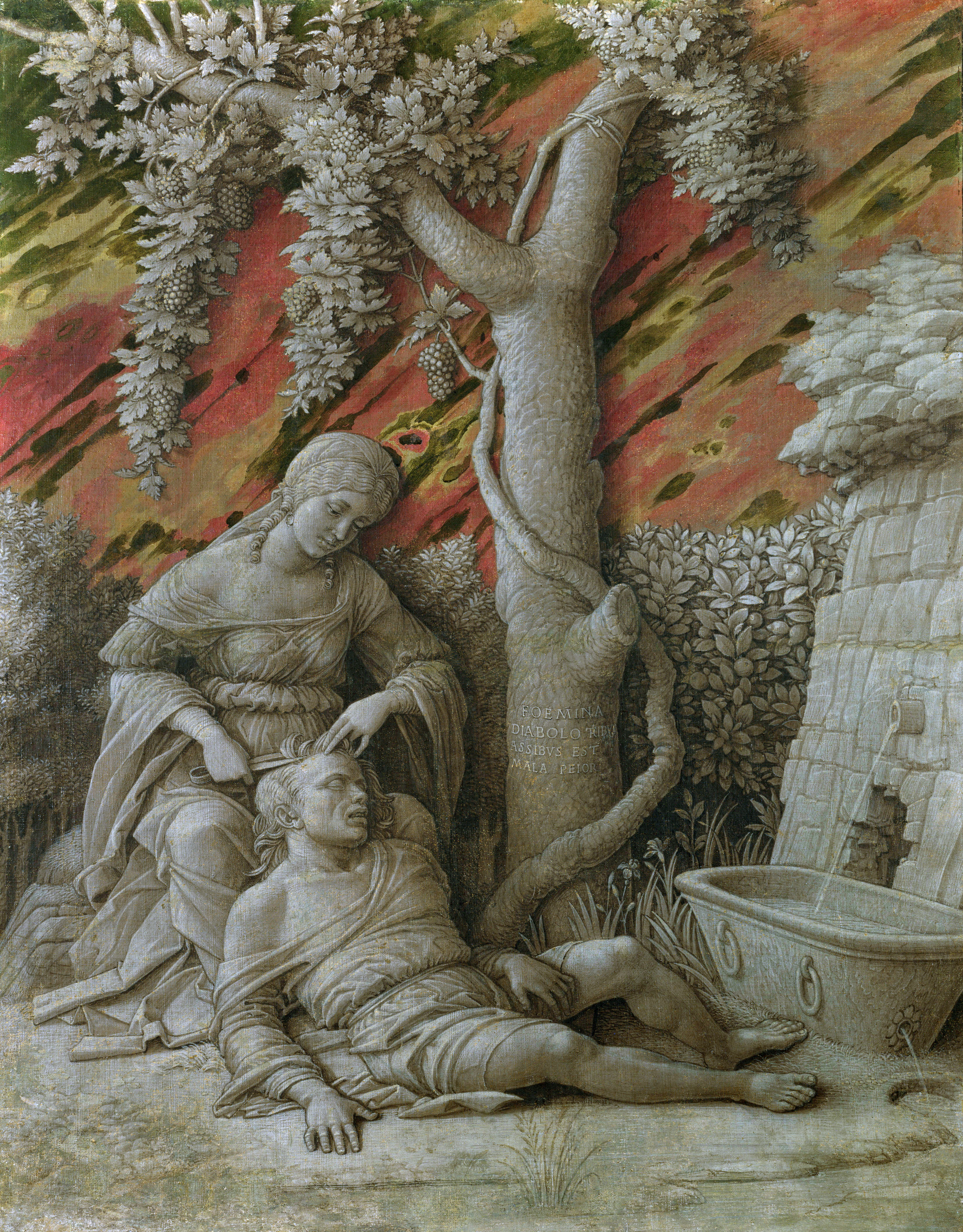
Dalila taglia i capelli a Sansone il Nazireo
Opera di Andrea Mantegna, 1495

Capitolo 1: I diversi tipi di voto imprescindibili per il Nazireato obbligatorio (§§ 1-2); Nazireato a vita, Nazireato di Sansone e la differenza tra questi due tipi (§ 2); il Nazireato viene calcolato in giorni, non in ore, e dura in genere trenta giorni se non è specificato un periodo definito (§ 3); diverse espressioni che rendono obbligatorio un tipo di Nazireato, anche se i capelli possono essere tagliati una volta sola in trenta giorni (§ 4); particolari espressioni indefinite utilizzate in connessione con il voto (§§ 5-7).
Capitolo 2: Se i voti, che vengono espressi in maniera incorretta o particolare, sono vincolanti (§§ 1-2); casi in cui un voto di Nazireato espresso chiaramente non è vincolante (§ 3); voti fatti in condizioni incompatibili col Nazireato (§ 4); combinazione di due Nazireati o di uno col voto di portare un sacrificio aggiuntivo per un altro nazireo; voti condizionali (§§ 5-9).
Capitolo 3: Quando un nazireo può tagliarsi i capelli nel caso in cui abbia fatto voto per un solo periodo di Nazireato o quando si è vincolato per due periodi specifici (§§ 1-2); se un nazireo, che è diventato impuro nell'ultimo giorno del suo periodo votivo, debba ricominciare il proprio Nazireato e i casi in cui è obbligato a farlo (§§ 3-4); il caso di uno che prende voti di Nazireato mentre si trova in un luogo di sepoltura (§ 5); il Nazireato può esser osservato solo in Terra santa; Elena, Regina di Adiabene, una volta fece voto di Nazireato per sette anni e completò tale voto ma quando andò in Terra di Israele, alla fine del settimo anno, il Giudice Hillel decise che la regina doveva osservare il voto per altri sette anni poiché il periodo che lei aveva passato fuori della Terra di Israele non poteva esser preso in considerazione (§ 6).

### Tutori e minorenni
Capitolo 4: Casi nei quali una persona annuncia un voto di Nazireato e quelli presenti dicono "Anche noi"; dispensa da tali voti; in merito all'annullamento da parte del marito dei voti di Nazireato fatti dalla moglie (§§ 1-5); un padre può far voto di Nazireato a nome di suo figlio minorenne ma non la madre; e in simile maniera un figlio, ma non una figlia, può in certi casi e per certi rispetti succedere al padre e continuare il suo periodo di Nazireato (§§ 6-7).
Capitolo 5: Casi in cui una persona dedica o fa' voto per sbaglio; Nazirei che presero i voti prima della distruzione del Tempio e, arrivando a Gerusalemme per offrire sacrifici, apprendono che il Tempio è stato distrutto (§ 4); voti condizionali di Nazireato (§§ 5-7).

### Sacrifici dei Nazirei
Capitolo 6: Cose proibite al nazireo; enumerazione delle diverse cose provenienti dal vitigno; casi in cui un nazireo è colpevole di violazione del divieto di bere vino (§ § 1-2); casi in cui è colpevole di trasgressione in merito al taglio dei capelli (§ 3); quando e come l'interdizione di contaminazione da cadavere è più rigorosa rispetto a quella del bere vino e del taglio dei capelli e quando e come gli ultimi due divieti sono più rigorosi del primo (§ 5); sacrifici e taglio dei capelli se il nazireo è diventato impuro (§ 6); sacrifici e taglio dei capelli quando il Nazireato è completato; bruciare i capelli tagliati nel contenitore dove si cuoce la carne del sacrificio; altre norme riguardanti i sacrifici fatti dai nazirei (§ § 7-11).
Capitolo 7: Il nazireo e il Kohen Gadol non possono contaminarsi tramite il contatto con cadaveri, anche in caso di decesso di un parente prossimo; discussione della questione se il nazireo o il sommo sacerdote si contaminino nel caso che tutti e due insieme trovino un cadavere che deve essere sepolto e non c'è nessun altro a farlo (§ 1); cose che contaminano il nazireo e altre norme in materia di impurità di una persona che entra nel Tempio (§§ 2-3).
Capitolo 8: Regolamenti nei casi in cui è in dubbio se il nazireo sia diventato impuro.
Capitolo 9: A differenza degli schiavi e delle donne, i "Kutim" non possono fare un voto nazireo; quando e come i voti nazirei delle donne sono più rigorosi di quelli degli schiavi, e viceversa (§ 1); ulteriori dettagli riguardanti la contaminazione di un nazireo; esame dei luoghi di sepoltura e, in relazione ad essi, le regole per l'esaminazione di una persona che soffre di emorragie o tzaraath (lebbra o altre malattie infettive della pelle) (§ § 2-4); discussione sulla questione se Samuele fosse un nazireo (§ 5).

## Tosefta
la Tosefta di questo trattato è suddivisa in sei capitoli. Interessante è la storia che narra del Sommo Sacerdote Simon il Giusto, che non consumò mai il sacrificio offerto da un nazireo eccetto che quello offerto da un bel giovane del sud poiché in quel caso si poteva desumere che il ragazzo avesse fatto il voto con le migliori intenzioni e in maniera ben accetta da Dio: quando Simone gli chiese perché avesse deciso di tagliarsi i capelli, il giovane rispose che, vedendo la propria immagine in una pozza d'acqua, era diventato vanitoso della propria bellezza ed aveva quindi preso il voto di Nazireato per evitare ogni tentazione (4:7).
La Gemara babilonese, che in un passo introduttivo spiega, facendo riferimento alla Bibbia,, la ragione per cui il trattato Nazir viene messo nell'Ordine Nashim, contiene anche molte frasi interessanti tra cui: "I quaranta anni (Samuele II 15:7) son conteggiati da quando gli Israeliti chiesero un re per la prima volta" (5a). "Il nazireo ha peccato (Numeri 6:11) negandosi il vino e, se uno che si nega il vino, che non è cosa essenziale, è considerato un peccatore; uno che si nega altre cose, che sono invece essenziali per il sostentamento della vita, è un peccatore ben più grande" (19a). "Una violazione della legge con buone intenzioni è meglio della sua osservanza senza buone intenzioni. Ciononostante si deve studiare la Torah e osservare i suoi comandamenti anche se non si è nel giusto stato d'animo dal momento che così si acquista gradualmente una mentalità congeniale" (23b).